# Универс
Красноя́рская университе́тская гимна́зия № 1 «Униве́рс» — муниципальное автономное общеобразовательное учреждение города Красноярска.
Гимназия представляет собой комплекс из нескольких образовательных ступеней (начальная, средняя и старшая школа), детского сада, а также центра дополнительного образования.
По состоянию на 2020 год, в гимназии проходили обучение более 2000 детей.

## История
1 сентября 1985 года в Красноярске образована средняя школа № 106.
В 1987 году совместным решением Главного Управления народного образования краевого исполкома и Красноярского государственного университета школа получила статус Базовой экспериментальной школы-комплекса «Универс» № 106.
В 1999 году школа была переименована в Красноярскую университетскую гимназию «Универс» № 1. Новый статус потребовал повышения академической подготовки, раннего преподавания иностранных языков, условий для развития одарённых детей. Условиями качественного образования были названы комфортные условия для ребёнка, уважение к его личности, охрана прав и свобод учеников, учителей и других членов гимназического общества.
В 2007 году Универс получил лицензию на реализацию программ бакалавриата для получения современного образования на уровне международных стандартов для возможности поступления в зарубежные высшие учебные заведения. Первый набор учащихся производился в том же году на конкурсной основе, но программа закрылась в 2014 году.
В 2014 году совместно с Красноярским государственным педагогическим университетом в гимназии открылась «Инженерная школа», призванная повысить качество и глубину физико-математического образования.
В 2019 году открылся собственный Техноцентр, в котором ведётся работа над групповыми и индивидуальными проектами и в объединениях дополнительного образования технической направленности.
В 2020 году в связи с эпидемиологической обстановкой из-за пандемии COVID-19 все формы взаимодействия с участниками образовательного процесса были переведены в дистанционный режим. Также укомплектована команда специалистов сопровождения (педагоги-психологи, социальный педагог, учитель-логопед, учитель-дефектолог, тьютор) по работе с детьми, имеющими ограниченные возможности здоровья.

### Структура учреждения
Структура гимназии Универс включает в себя следующие подразделения:
- Детский сад «Журавушка»: Приоритетными целями детского сада являются развитие инициативности, самостоятельности и любознательности детей, реализуемыми по общеобразовательной программе дошкольного образования;
- Начальная школа: Представляет учебную деятельность как ведущую деятельность для детей младшего школьного возраста с гибким подходом к освоению учебного материала и занятиями тренировочного и исследовательского типа;
- Основная школа: Развивает формирование у подростка способности к собственному ответственному действию и реализации замысла, что реализуется в устройстве образовательного пространства подростковой школы как подготовка, получение опыта и демонстрация выполненной работы;
- Старшая школа: Ориентирована на формирование у выпускников личностной готовности к самоопределению, которая подразумевает наличие у старшеклассника способности соотносить свои цели с имеющимися у него ресурсами и окружающими его условиями.

### Профильные направления

#### Класс Высшей школы экономики
Специальный класс предназначен для учащихся, планирующих после школы поступать в вузы и реализовывать себя в направлениях, связанных с экономикой, юриспруденцией, бизнесом и управлением. В программу включены специальные курсы по введению в юридическую специальность и экономику, деловой коммуникации и бизнес-информатике, выездные мероприятия, участие в научных проектах и университетских конкурсах. Предусмотрена возможность посещения и взаимодействия с университетами Москвы и Санкт-Петербурга. Выпускники имеют возможность получить постоянную скидку на платное обучение в Высшей школе экономики в случае недостатка проходных баллов для поступления на бюджетные места.

#### Инженерно-технологический класс
Специальный класс направлен на учащихся, проявляющих интерес к техническим дисциплинам, инженерному образованию и развитию логического мышления. Программа предусматривает углублённое изучение физики, математики и информатики, применение полученных предметных знаний в учебных и практических ситуациях, выездные мероприятия, реализацию проектно-исследовательской деятельности в лабораториях гимназии, региональных университетов и других предприятий. Имеются специальные курсы по 3D-моделированию, инженерной графике, электронике и робототехнике.
В инженерном классе появляются проекты учеников в партнерстве с инновационными кампаниями. Лучшие разработки используются в школьной и в городской среде при сотрудничестве с платформой «Яндекс. Лицей».

### Директора
За всё время существования Универса сменилось несколько директоров:
- Фоменко Галина Александровна (с 1985 по 1987 год) — отличник народного просвещения РСФСР;
- Фрумин Исак Давидович (с 1987 по 1999 год) — доктор наук, заслуженный учитель Российской Федерации;
- Башев Вячеслав Владимирович (с 1999 по 2007 год) — кандидат психологических наук, почётный работник общего образования Российской Федерации;
- Чиганова Елена Анатольевна (с 2007 по 2013 год) — кандидат педагогических наук;
- Скруберт Игорь Владимирович (с 2013 по 2020 год) — учитель истории и английского языка;
- Юстус Татьяна Ивановна (с 2020 года по н. в.) — кандидат психологических наук, доцент.

## Происшествия
14 февраля 2017 года учитель математики Валерий Медведев почувствовал себя плохо. Незамедлительно была вызвана скорая помощь, однако спасти его не удалось. Причиной смерти стал инфаркт.
21 марта 2022 года ученики Универса были эвакуированы из-за сообщений о минировании. После проверки они были отпущены домой.
7 марта 2023 года прошла очередная эвакуация сотрудников и обучающихся из-за пожара в подвальных помещениях. Возгорание удалось ликвидировать до приезда пожарной службы. Обошлось без пострадавших.
17 января 2025 года появилась фейковая информация о том, что родители школьников получили электронные сообщения с намерением неизвестного лица устроить вооруженное нападение на учащихся.

## Рейтинг и достижения
С 2006 по 2009 год Универс ежегодно становился победителем конкурса лучших образовательных учреждений в рамках приоритетного национального проекта «Образование». Каждая победа приносила в бюджет гимназии по 1 000 000 рублей.
В 2008 году Универс вошёл в число победителей Всероссийского конкурса «Лучшие школы России». В 2011 году стал одним из 12 лауреатов международного конкурса "Концепция школы «Сколково» по формированию инновационной образовательной среды, ориентированной на раскрытие природных талантов учащихся. По версии рейтингового агентства RAEX, в 2022-2024 годах Универс являлся лучшей школой Красноярского края.
В 2024-2025 годах в рядах Универса числились:
- 1 педагог, являющийся лауреатом государственной премии Красноярского края в области общего и дополнительного образования;
- 1 педагог, имеющей почётное звание «Заслуженный работник культуры»;
- 2 педагога, приглашённые к сотрудничеству с образовательным центром «Сириус»;
- 74 победителя и призёра муниципальных этапов Всероссийской олимпиады школьников;
- 29 победителя и призёра региональных этапов Всероссийской олимпиады школьников;
- 1 победитель всероссийского этапа Всероссийской олимпиады школьников;
- 7 победителей и призёров муниципального этапа краевого молодёжного форума «Научно-технический потенциал Сибири»;
- 48 победителей и призёров интеллектуальных соревнований;
- 158 победителей и призёров спортивных соревнований.